# Campbellton (Texas)
Campbellton è una comunità non incorporata degli Stati Uniti d'America della contea di Atascosa nello Stato del Texas.

## Geografia fisica
Campbellton si trova sulla U.S. Highway 281A, Farm Road 1099 e il fiume Atascosa, dodici miglia a est di Christine, nel sud-est della contea di Atascosa.